# 진대법
진대법(賑貸法)은 흉년이나 춘궁기에 농민에 대하여 양곡(糧穀)을 대여하는 고구려의 사회 보장 제도이다.
'진(賑)'은 흉년에 굶주린 백성에게 곡식을 주는 것을 말하고, '대(貸)'는 봄에 미곡을 대여하고 가을 추수 후에 회수하는 것을 뜻한다. 기록상으로는 고구려 고국천왕 16년(194년)에 3월부터 7월까지 관곡을 빌려주고 10월에 갚도록 하는 제도를 실시하였다. 이는 을파소(乙巴素, ? ~ 203년)를 국상으로 기용하면서 시작한 것이었다. 

후에 고려시대 흑창(黑倉), 의창(義倉), 조선시대의 환곡(還穀)으로 계승되었다. '진대'라는 단어는 조선시대에도 사용되었다. 『경국대전주해(經國大典註解)』에서 “‘진(賑)’은 건지는 것, 구하는 것이며, ‘대(貸)’는 베푸는 것, 빌려 주는 것이니, 백성이 굶주리면 관에서 양식을 빌려 주되 이자를 받지 않고 곡식이 익기를 기다려 그 빌린 대로 관에 갚게 하는 것이다.”라고 하여 국가의 재정 기능 중 '진휼(賑恤: 흉년이나 재난 시 곤란한 백성을 구제함)'을 설명하였다.